# Grand Théâtre Konpira
Le Grand Théâtre Konpira (金毘羅大芝居, Konpira Ōshibai), aussi appelé Kanamaru-za (金丸座), est un théâtre kabuki restauré situé à Kotohira dans la préfecture de Kagawa sur l'île de Shikoku au Japon. Construit en 1835,, c'est le plus ancien théâtre kabuki du Japon. Les pièces du répertoire kabuki sont représentées pendant un mois chaque année, ordinairement en avril.

## Histoire
Le théâtre, construit en 1835 et 1836, tient son nom du proche Kotohira-gū qui lui-même est nommé d'après la divinité hindou-bouddhiste Kumbhira à laquelle le sanctuaire est dédié. Avant sa construction, de petits théâtres temporaires étaient souvent bâtis sur le site et servaient également de salles de loteries. La conception s'inspire de celle du théâtre Ōnishi d'Osaka et les coûts de construction d'environ 1 000 ryō, sont réunis par la communauté locale des geisha.
Le théâtre est à l'origine contrôlé par le Kanemitsu-in, temple bouddhiste local, mais en 1877 un nommé Kyōhō, un otokodate, commerçant aisé, chef de gang et chef de la brigade locale d'incendie en devient propriétaire. Il change le nom du théâtre en Inari-za (d'après le nom de la divinité shinto Inari) et organise des programmations pour la journée complète tandis que beaucoup d'autres grands théâtres à travers le pays commencent à réduire leurs offres et ne montrent que des scènes sélectionnées pour quelques heures par jour. Le théâtre est acheté en 1897 par un homme du nom de Kawazoe Sadaji qui change son nom en Chitose-za (« Théâtre de mille ans ») et le revend trois ans plus tard. Kanamaru Genjirō achète alors le théâtre en 1900 pour 4 500 yen et le renomme une fois encore en Kanamaru-za, nom encore en usage de nos jours.
Après être tombé en désuétude pendant de nombreuses années et avoir été utilisé comme salle de cinéma pendant un certain temps, le théâtre est désigné bien culturel important par l'Agence pour les affaires culturelles en 1970 par le gouvernement du pays après l'avoir été par la préfecture en 1953. Après une collecte de fonds qui a recueilli plus de 2 millions de $, le théâtre est restauré en 1976 dans son état de l'époque d'Edo et déplacé sur un nouvel emplacement situé à quelque 200 m.
À la fin du mois de juin 1985, une troupe emmenée par Nakamura Kichiemon II et Sawamura Sōjūrō IX présente la pièce Saikai Zakura Misome no Kiyomizu (« Réunion au milieu des cerisiers en fleur après la première réunion au Kiyomizu ») et le drame dansé Niwakajishi (« Lion fougueux »), au Kanamaru-za lors d'une série ininterrompue de trois jours à la suite de représentations au Naka no Shibai d'Osaka. Impressionné par l'atmosphère et la conception et les équipements traditionnels du théâtre, Kichiemon encourage d'autres acteurs à venir à Kotohira. Depuis lors, un programme d'un mois est produit chaque printemps, mettant en vedette des acteurs majeurs de Tokyo et Osaka,.
La plus grande partie du film Sharaku (1995, situé à Edo (moderne Tokyo) dans les années 1790 consacré à la vie de l'artiste ukiyo-e Sharaku, a été tournée au théâtre Konpira, utilisé à la place du Nakamura-za disparu depuis cette époque.

## Architecture

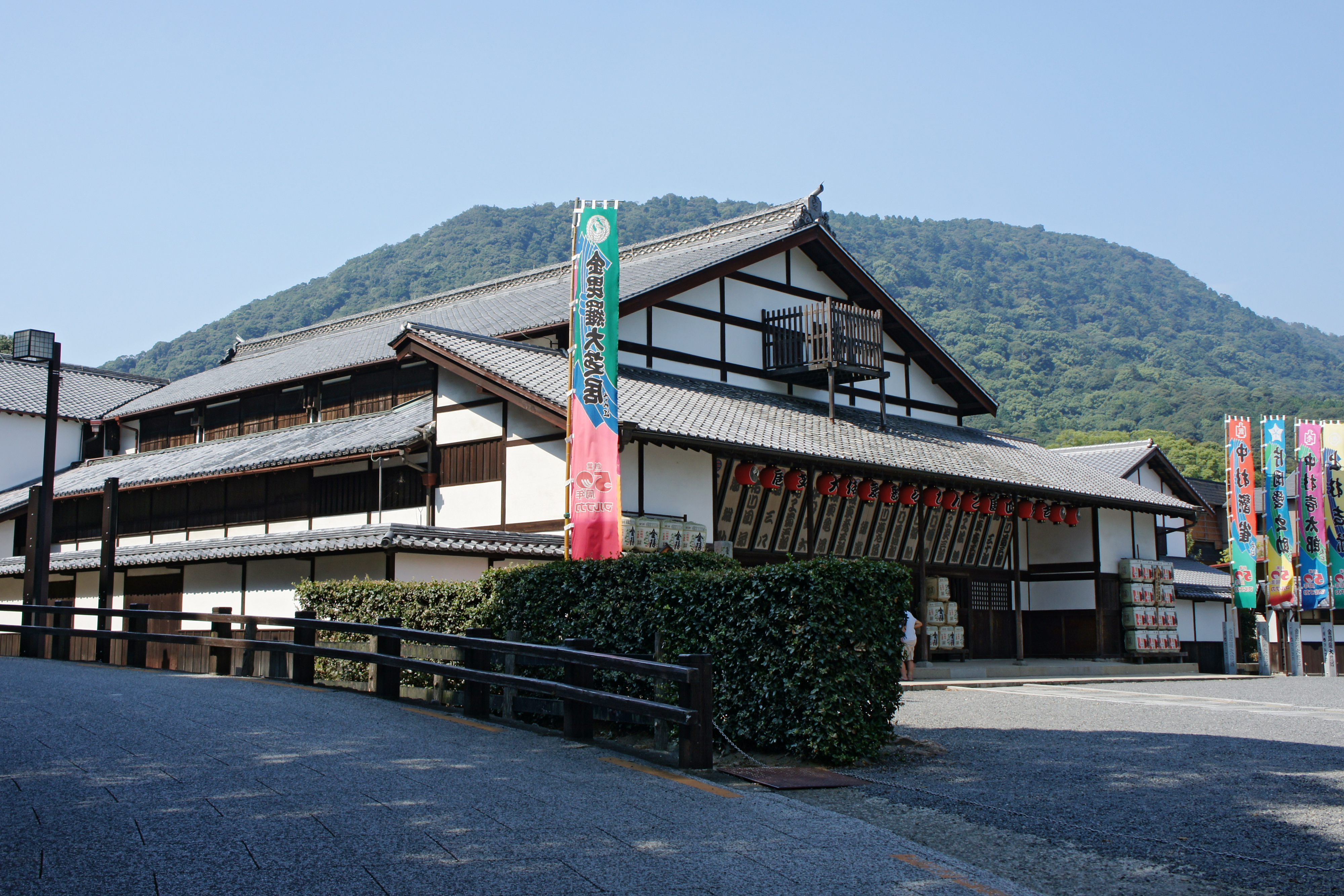
Extérieur du Grand Théâtre Konpira

La façade du bâtiment fait environ 24,3 m de long, ou 13 ken et 2 shaku en unités japonaises traditionnelles de mesure à présent abandonnées. Durant le mois au cours duquel les acteurs kabuki viennent de Tokyo ou Kamigata (région Kyoto-Osaka) et se produisent au théâtre, de grandes bannières portant l'emblème de la société Shōchiku et des panneaux avec les noms des vedettes sont affichés. De faux boisseaux de riz représentant les cadeaux des admirateurs et des commanditaires sont également situés à l'extérieur du théâtre.
Le bâtiment possède trois entrées. Celles de droite et de gauche sont de taille normale mais l'entrée centrale, appelée la « porte de souris » (ねずみ木戸, nezumi kido), est très petite et exige du visiteur qu'il s'accroupisse pour entrer. C'était une forme efficace de contrôle de la foule à l'époque d'Edo et avec des gardes armés, contribuait à empêcher quiconque d'entrer sans billet. Alors que l'amateur de théâtre roturier moyen devait utiliser ce petit nezumi kido, ceux qui étaient associés au Kanemitsu-in utilisaient la goyō kido à droite. La grande ōkido à gauche était utilisée par les membres de la classe des samouraï et autres personnes d'importance.
Une des principales caractéristiques distinguant le grand théâtre Konpira rénové d'autres théâtres kabuki contemporains au Japon et qui sont de style plus moderne, est le plancher tatami dans la partie principale des sièges (section de l'orchestre). Les zones de sièges pour petites réunions festives sont séparées les unes des autres par une grille de lattes de bois et se présentent sous forme de boîtes appelées masu. Installé de cette façon permet une plus grande amplitude de mouvement au spectateur et l'autorise ainsi à se tourner plus facilement pour suivre l'action sur le hanamichi, longue extension de la scène qui se prolonge jusqu'à l'arrière du théâtre. Une plate-forme tatami élevée appelée le sajiki longe le côté gauche du théâtre à la fois sur le sol et au premier étage, là où étaient traditionnellement disposés les sièges les plus chers et où ils sont encore aujourd'hui. Une section similaire qui longe le côté droit du théâtre est appelée le demago, bien que traditionnellement appelée le takadoma à Edo.
Une autre caractéristique distinctive est le karaido ou « puits vide », espace entre le hanamichi et la scène accessible du dessous par un escalier. Alors que la plupart des autres théâtres utilisent une trappe d'ascenseur appelée suppon (« tortue hargneuse ») pour permettre aux acteurs d'entrer directement sur le hanamichi, les escaliers permettent à un acteur de mieux déterminer le moment de son entrée en vue d'un meilleur effet dramatique. Le Grand théâtre Konpira dispose également d'un suppon mais l'historien Samuel Leiter écrit qu'il ne connaît pas d'autre théâtre actif qui utilise de karaido. Un second hanamichi, appelé le kari hanamichi et d'environ la moitié de la largeur du hanamichi principal, 
traverse le théâtre vers le côté droit. Une planche de raccordement est parfois utilisée pour permettre aux acteurs de traverser entre les deux hanamichi à une certaine distance de la scène.
Une grande partie des parois gauche et droite de la zone des sièges est composée de panneaux shōji qui peuvent être glissés comme des portes coulissantes pour donner accès aux couloirs qui courent à l'extérieur de la zone des sièges. Les parois latérales les plus périphériques du bâtiment formant le côté opposé de ces couloirs sont constituées de volets appelés madobuta (« couvercles de fenêtre ») ou akarimado (« fenêtres d'éclairage ») pouvant être levés et abaissés par les machinistes pour laisser pénétrer la lumière du jour et contrôler l'éclairage du théâtre afin de créer des effets d'ambiance tels qu'une atmosphère sombre et sinistre pour certains éléments de pièces de fantômes.
Il existe des emplacements pour les musiciens tant sur la gauche que la droite de la scène, avec une chambre au premier étage au-dessus de la gauche de la scène appelée le yuka, utilisée spécifiquement par les tayū (chantres narratifs) et les joueurs de shamisen entendus dans les pièces dérivées du théâtre de poupées jōruri. Cette disposition est en contraste avec les théâtres de Tokyo et Kamigata qui disposent traditionnellement de boîtes pour les musiciens sur un seul côté de la scène (à droite et à gauche respectivement). La scène elle-même est d'environ la moitié de la largeur de celles des théâtres modernes. Tandis que l'ouverture de la scène au Kabuki-za à Tokyo fait près de 27,4 m de large, l'espace entre les piliers de soutien au Kanamaru-za est de huit ken, soit environ 16 m. Leiter qualifie la plus grande échelle des théâtres plus modernes de perte et d'affaiblissement artistique tandis que les théâtres « se sont éloignés des moyens les plus efficaces pour exprimer l'art théâtral ».
Le Kanamaru-za dispose également d'une scène rotative à commande manuelle (mawari butai) et de trappes (seri), bien que l'« enfer » (naraku), zone sous la scène à partir de laquelle ceux-ci sont activés, est considéré par de nombreux acteurs tellement déplaisant qu'il est souvent évité en faveur des couloirs à l'extérieur du sajiki (le long des côtés du théâtre) comme moyen pour se déplacer autour du théâtre.

## Source de la traduction
- (en) Cet article est partiellement ou en totalité issu de l’article de Wikipédia en anglais intitulé « Konpira Grand Theatre » (voir la liste des auteurs).